# Samgori
Samgori (gruz. სამგორი) – stacja tbiliskiego metra należąca do linii Achmeteli-Warketili. Została otwarta 5 maja 1971 roku jako przedłużenie dawnej linii 300 Aragweli – Didube.